# يوم للموت
يوم للموت (بالإنجليزية: A Day to Die)‏ هو فيلم سرقة أكشن أمريكي من إنتاج عام 2022 من تأليف وإخراج وإنتاج ويس ميلر. الفيلم من بطولة كيفن ديلون، بروس ويليس، جياني كابالدي، بروك باتلر، ليون روبنسون، وفرانك جريلو. صدر الفيلم في 4 مارس 2022 بواسطة فيرتيكال للترفيه.